# Stavěšice
Stavěšice (německy Stawieschitz) jsou obec v okrese Hodonín v Jihomoravském kraji. Leží sedm kilometrů západně od Kyjova. Žije zde 370 obyvatel. V obci pramení Šardický potok s vodní nádrží Zápověď. Od roku 2002 jsou Stavěšice členem mikroregionu Babí lom.

## Historie
První písemná zmínka o obci pochází z roku 1389 (Stawissicze). Obec byla v letech 1492–1687 v majetku pánů ze Zástřizl s výjimkou let 1550–1583. Krátce pak byla součástí svatoborského panství a od roku 1692 patřila milotickému panství, na kterém sídlili Serényiové (1692–1811) a Seilernové (1811–1945).
V roce 1879 místní občan František Capita začal psát Kroniku kaple stavěšické, jejíž některé části byly vydány v obecním Zpravodaji. Škola byla postavena v roce 1890. Roku 1896 zde Jindřich Wiktorin z Vídně, jehož předkové pocházeli ze Stavěšic, postavil továrnu na kovové zboží. V roce 1943 ji zakoupil Ladislav Šanda z Brna a vybudoval z ní závod na zpracování masa a uzenin.
7. července 1944 jihovýchodně od obce havaroval stíhací letoun Messerschmitt Bf 109. Při průzkumu v roce 2010 byly nalezeny fragmenty tohoto letounu a část z nich umístěna na obecní úřad. V roce 2009 byla na Šardickém potoce vybudována vodní nádrž Zápověď na ploše 3,8 hektaru.

## Obyvatelstvo
| Rok            | 1869 | 1880 | 1890 | 1900 | 1910 | 1921 | 1930 | 1950 | 1961 | 1970 | 1980 | 1991 | 2001 | 2011 | 2021 |
| -------------- | ---- | ---- | ---- | ---- | ---- | ---- | ---- | ---- | ---- | ---- | ---- | ---- | ---- | ---- | ---- |
| Počet obyvatel | 545  | 597  | 535  | 646  | 793  | 770  | 729  | 595  | 632  | 596  | 497  | 364  | 361  | 330  | 352  |
| Počet domů     | 141  | 142  | 144  | 148  | 166  | 172  | 188  | 191  | 185  | 167  | 150  | 173  | 168  | 166  | 165  |

## Obecní správa

### Obecní symboly
Znak a vlajka byly obci uděleny rozhodnutím předsedy Poslanecké sněmovny Parlamentu České republiky dne 19. února 1998.

## Pamětihodnosti
- Kaple svatého Floriána byla postavena kolem roku 1730 na místě dřívější bratrské modlitebny z roku 1583. Zlatý kalich na stříbrném podstavci a původní oltář s obrazem sv. Floriána kapli darovala milotická vrchnost. Křížová cesta pochází z roku 1879.[12] Současný oltář i s kazatelnou daroval v roce 1890 Jan II. z Lichtenštejna.[13] V letech 1998–1999 byla kaple rekonstruována.
- Socha svatého Jana Nepomuckého
- Muzeum zřízené v roce 1999
- Pomník obětem světových válek z roku 1922. Je na něm uvedeno 19 jmen padlých či nezvěstných občanů v první světové válce a 5 občanů ve druhé světové válce.
- Památník odboje se symbolickými hroby dvou vojáků Rudé armády a pěti občanů Stavěšic[14]
- V obci dříve stávaly dva větrné mlýny. První postavil mlynář Jan Petráš z Valašska v roce 1836 a 6. února 1924 vyhořel. Druhý mlýn postavil mlynář Vašina v roce 1924 a vyhořel 4. února 1925.[15]

## Osobnosti
- Jan Hrdlička (1923–1996), ředitel školy a kronikář
- František Kopeček (1908–1998), držitel bronzové medaile Mistrovství Evropy v boxu za rok 1934

## Galerie

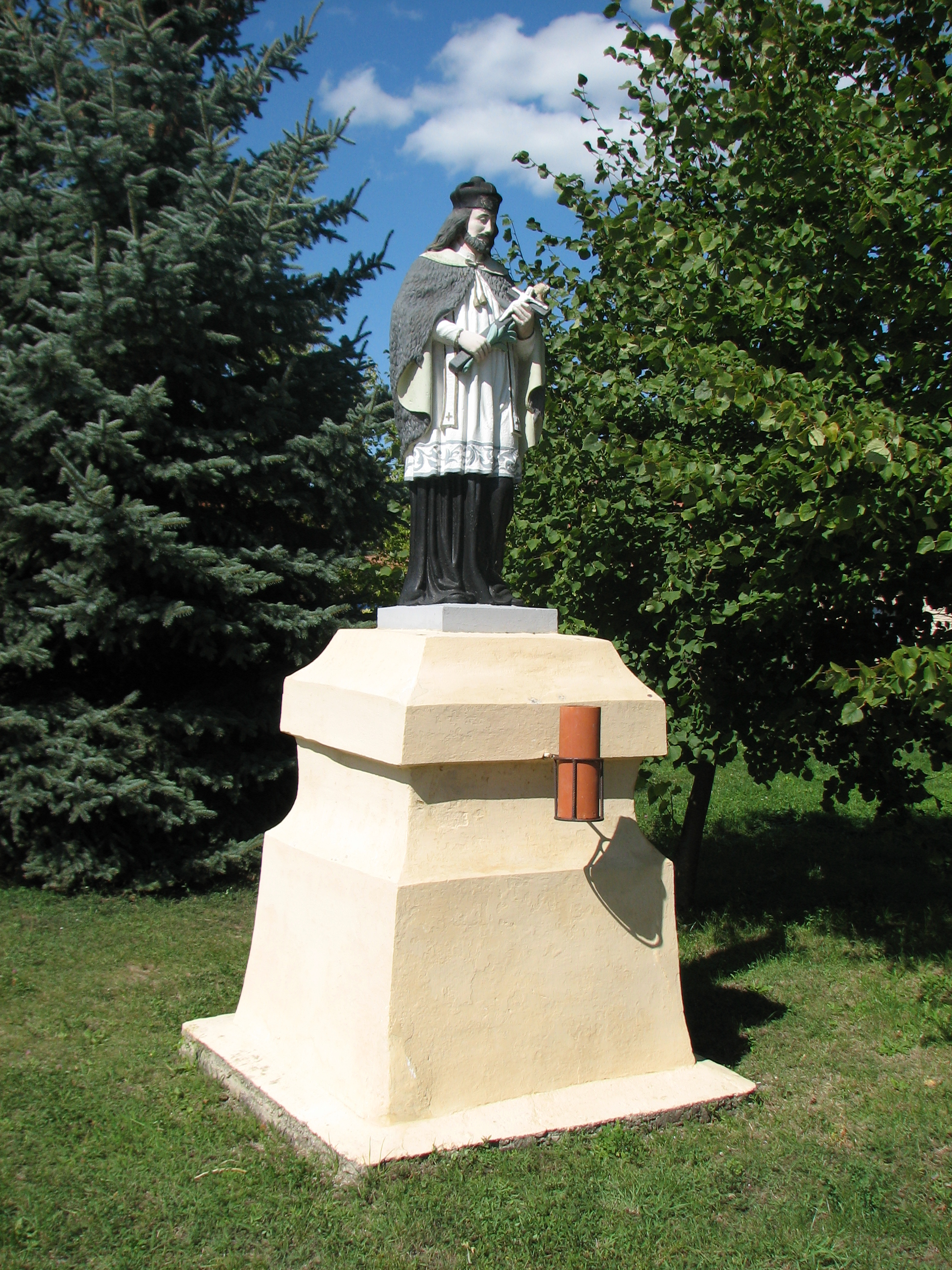
Socha svatého Jana Nepomuckého
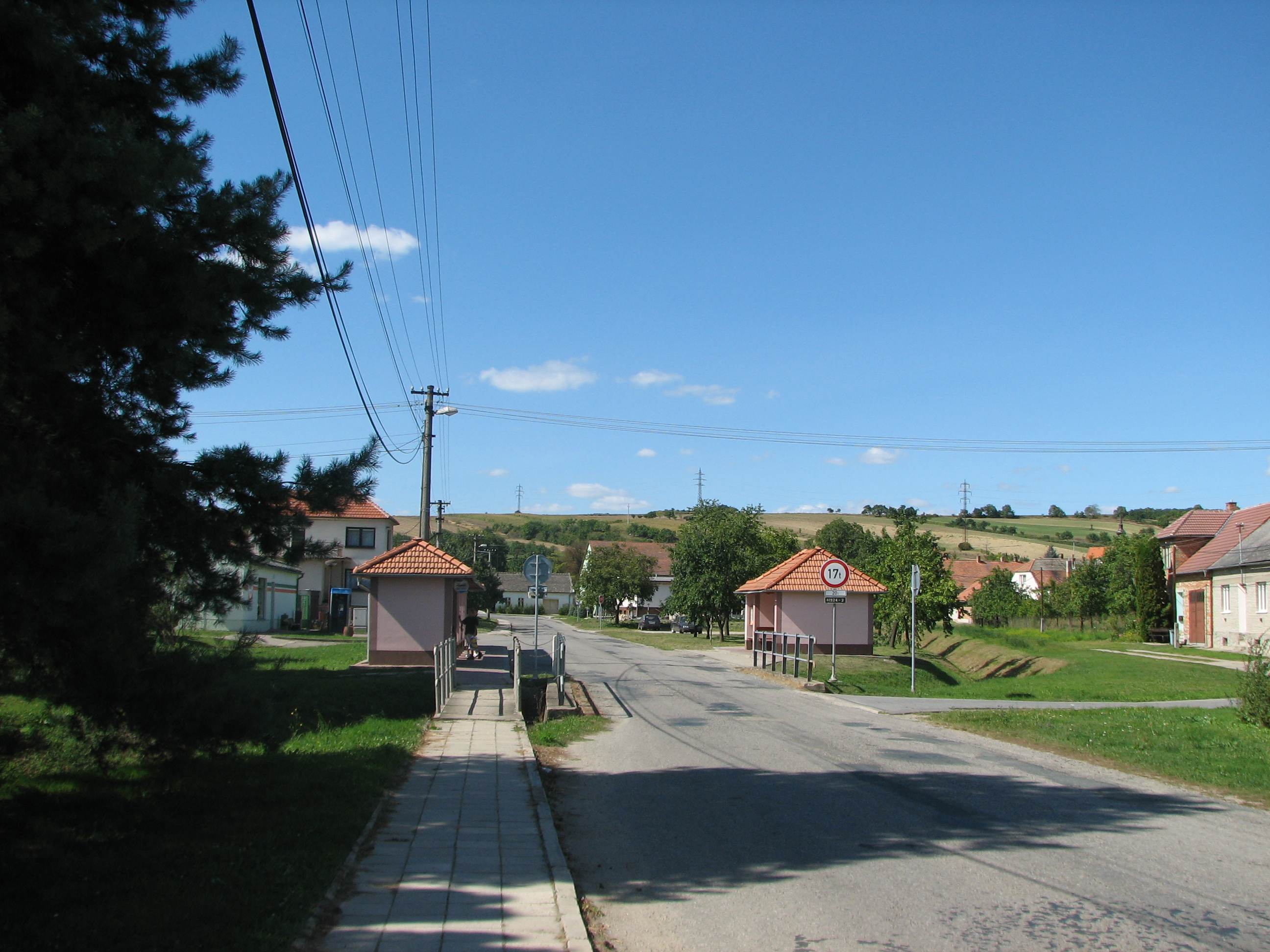
Náves
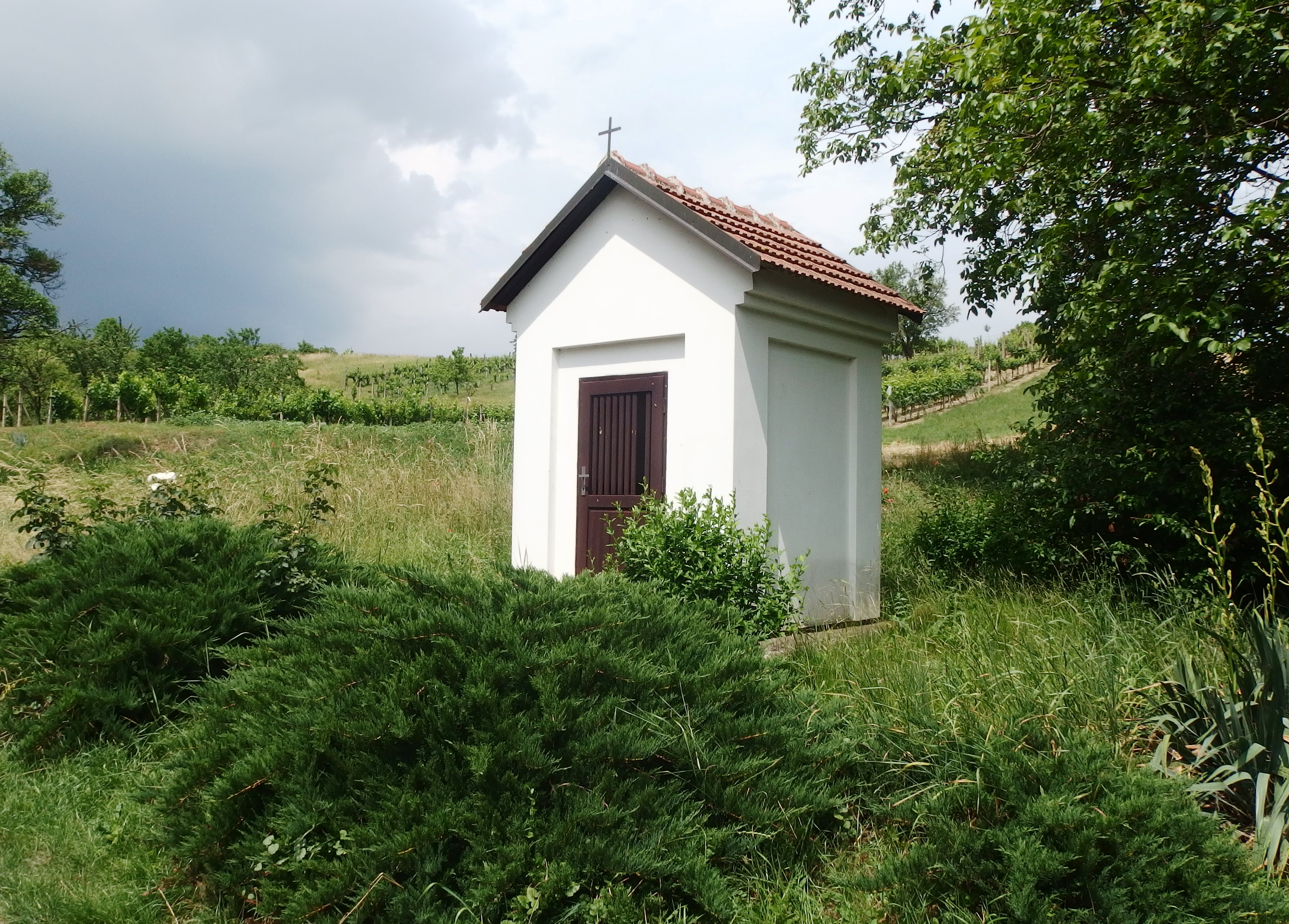
Kaplička
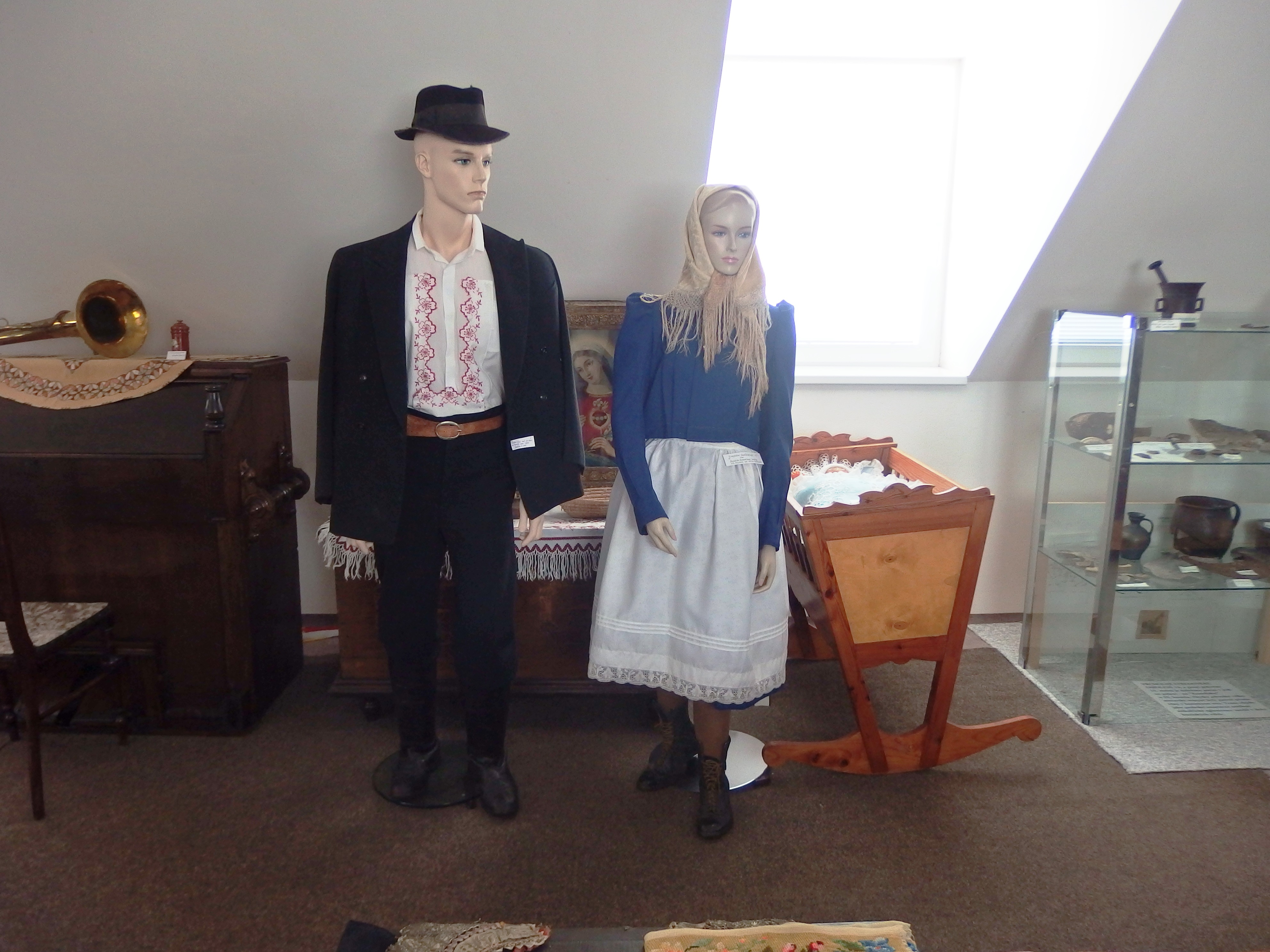
Obecní muzeum